# Aoi macuri

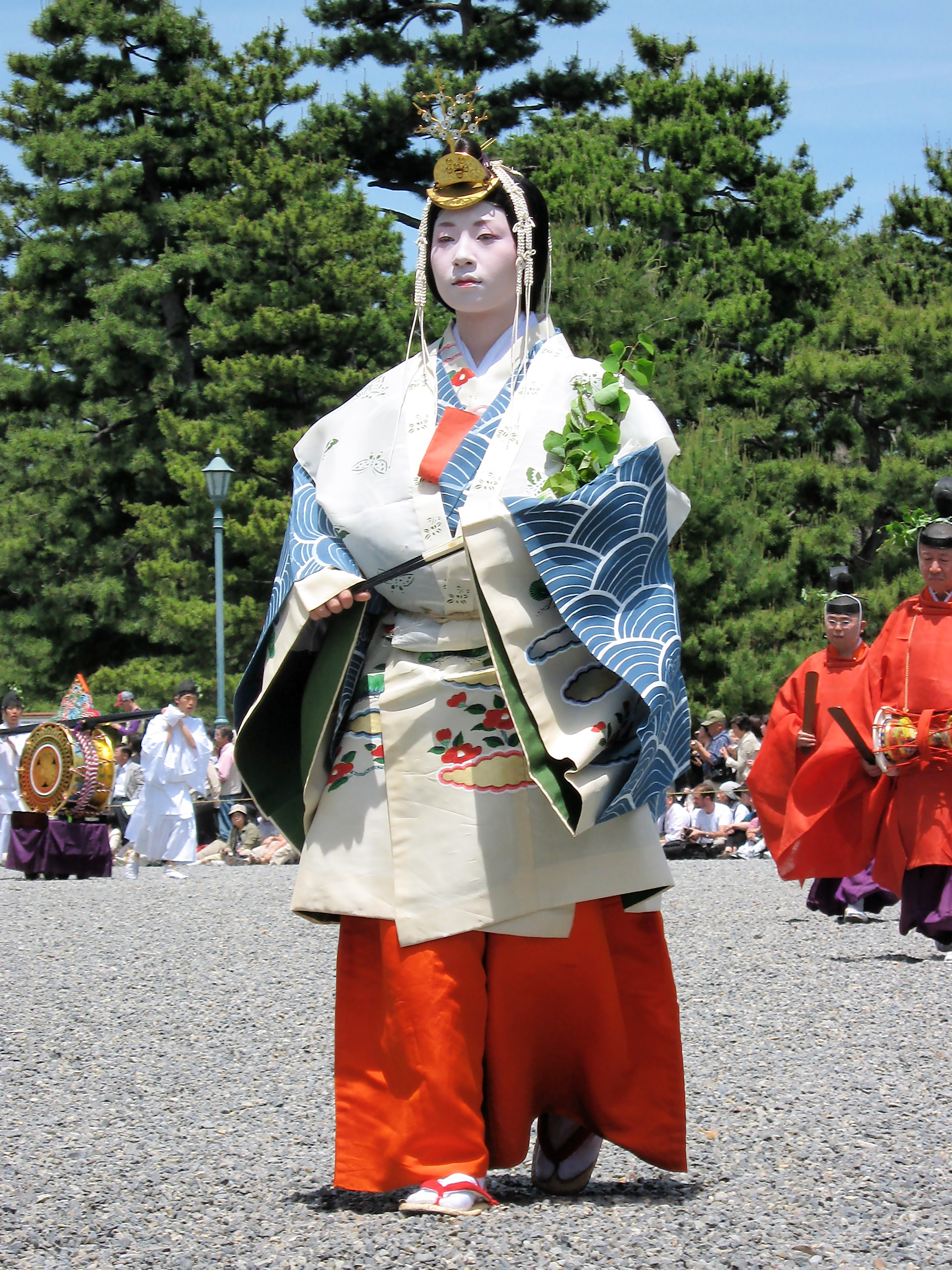

Az aoi macuri (葵祭, 'mályvarózsaünnep')  a kiotói Kamo-szentélyeknek a május 1. és 10. közé eső első „szerencsés” napon megrendezett sintó ünnepe, amolyan körmenetféle. Az aoi növényrõl (Asarum caulescens) hívják így, amit a színpompás Heian-kori, vagyis ezer évvel ezelőtti selyemruhákban felvonulók hajába és az ökrös szekerekre tűzködnek (Aoi hercegnőnek hívják egyébként a főhős első feleségét is a Gendzsi szerelmeiben). A menet a volt kiotói császári palotától indul, és végigjárja a Kamo-folyó szentélyeit – a császár ilyenkor küldönc útján „tisztelteti” a kamit, mert amikor egyszer elhanyagolták, pestisjárvány tört ki.